# Fauske
67°15′32″N 015°23′29″Ø / 67.25889°N 15.39139°Ø
Fauske (samisk Fuossko) er en kommune og en by i Nordland fylke i Norge. Administrationscenteret med samme navn har bystatus. 
Fauske ligger inderst i landskapet Salten og grænser til Bodø kommune i vest, til Saltdal kommune og Skjerstadfjorden i syd, til Sørfold kommune i nord og til Sverige i øst.

## Natur
Fauske er præget af fjord og fjeld. Kommunen ligger på nord- og østsiden af Skjerstadfjorden, som går ind i landet ved Saltstraumen syd for Bodø og ender i Saltdalsfjorden i Saltdal. Langs fjorden er terrænnet præget af lave åse og skov. I vest går dalstrøgene Jordbrudalen og Fauskeeidet fra fjorden og nordover. I den østlige del af kommunen går Sulitjelma-dalen fra fjorden og østover mod Sverige. Dalene er omgivet af fjeld, og i øst stiger fjeldene mod svenskegrænsen. Højeste top er Suliskongen, 1.907 m.o.h. Her ligger også isbræerne Blåmannsisen nord for Sulitjelma-dalstrøget og Sulitjelma-bræen helt i øst. 14 % af kommunens areal er dækket af is og sne hele året, og 8 % er ferskvand. Vådmarksområdet Kvitblikkvatn i Fauskeeidet er fredet på grund af sit rige fugleliv.

## Bosætning
Halvdelen af befolkningen bor i kommunecenteret Fauske, som ligger i Fauskevika i den nordøstlige del af Skjerstadfjorden, og har bystatus. Andre småbyer er Finneid, lige syd for og nu sammenvokset med Fauske by, Sulitjelma i Sulitjelma-dalen og Valnesfjord i vest hvor Jordbrudalen begynder. Resten af befolkningen bor stort set langs Skjerstadfjorden eller på Fauskeeidet, som strækker sig nordover fra Fauske by.

## Næringsliv
Fauske var tidligere forbundet med grubedriften i Sulitjelma, men er nu mest kendt for marmorbruddet på vestsiden af Fauskeeidet, som bl.a. har leveret marmor til FN-bygningen i New York. Fauske er også en vandkraftkommune og i Fauske by ligger flere industrivirksomheder.

## Historie
Kommunens navn er formentlig af norrøn oprindelse, af fausk som betyder "mørnet ved". Fauske har imidlertid en rig samisk historie, og på Leivset er der en fredet samisk offerplads. Stednavne i kommunen vidner om gammel samisk bosætning. Bjergværksdriften i Sulitjelma blev startet i 1880'erne, og dominerede Fauske kommune gennem mesteparten af 1900-tallet. Der blev udvundet kobber og svovlkis i perioden 1887-1991. Det har været grubedrift på mere end ti forskellige steder. Kobbermalm og kobberkis blev sendt med jernbane til udskibningshavnen Finneid. Jernbanen mellem Sulitjelma og Finneid blev nedlagt i 1972. I dag findes et spændende grubemuseum i Sulitjelma hvor de besøgende kan få omvisning dybt ind i de gamle grubegange.
I 1905 ble Fauske selvstændig kommune ved udskillelse fra Skjerstad. I 1958 blev Fauske endestation for Nordlandsbanen. Denne status har stationsbyen fortsat – på trods af at der blev bygget et sidespor til Bodø i 1962. En eventuel videreføring vil være fra Fauske.

## Fauske by
Administrationscenter i kommunen er Fauske by, der er et vigtigt trafik-knudepunkt. E6 går gennem byen, og Rigsvej 80 til Bodø starter her. Afstanden til Bodø er ca. 60 km. Finneid var tidligere udskibningshavn for Sulitjelma-gruberne, og er fremdeles er en vigtig havn. Fauske by er servicecenter for Indre Salten. I centrum ligger bl.a. ungdoms- og samfundshus, biograf, bibliotek og svømmehal. Udenfor centrum ligger Fauske kirke, idrætsanlæg og Fauske bygdemuseum, med en samling ældre huse.